# Iván Mendes
Iván Mendes (Brasile, 1995) è un attore brasiliano naturalizzato spagnolo, noto per aver interpretato il ruolo di Kiros Nsue nella soap Un altro domani (Dos vidas).

## Biografia

### Origini
Iván Mendes è nato nel 1995 in Brasile. Anni dopo si è trasferito in Spagna per intraprendervi la sua carriera di attore.

### Carriera
Iván Mendes nel 2017 ha fatto la sua prima apparizione come attore con il ruolo di John nella serie Estoy vivo. L'anno successivo, nel 2018, ha interpretato il ruolo di Jamir nel film Il quaderno di Sara (El cuaderno de Sara) diretto da Norberto López Amado. Nello stesso anno ha partecipato al programma televisivo Días de cine. Nel 2020 ha preso parte al cast della serie La que se avecina. Nello stesso anno ha recitato nel film Adú diretto da Salvador Calvo. Nel 2021 e nel 2022 è stato scelto per interpretare il ruolo di Kiros Nsue nella soap opera in onda su La 1 Un altro domani (Dos vidas) , dove ha recitato insieme ad attori come Amparo Piñero, Sebastián Haro, Silvia Acosta e Jon López.

## Filmografia

### Cinema
- Il quaderno di Sara (El cuaderno de Sara), regia di Norberto López Amado (2018)
- Adú, regia di Salvador Calvo (2020)

### Televisione
- Estoy vivo – serie TV (2017)
- La que se avecina – serie TV (2020)
- Un altro domani (Dos vidas) – soap opera, 255 episodi (2021-2022)

## Programmi televisivi
- Días de cine (2018)

## Doppiatori italiani
Nelle versioni in italiano dei suoi film e delle sue serie TV, Iván Mendes è stato doppiato da:
- Stefano Broccoletti[9] in Un altro domani[10]